# دانشکده حقوق، دانشگاه آکسفورد
دانشکده حقوق، دانشگاه آکسفورد (به انگلیسی: Faculty of Law, University of Oxford) دارای سابقه بیش از ۸۰۰ سال تدریس و نوشتن قانون است. این دانشکده بخشی از بخش علوم اجتماعی آکسفورد است.
دانشکده حقوق آکسفورد یکی از معتبرترین دانشکده‌های حقوق در جهان است. در حال حاضر در رده رتبه‌بندی تایمز ۲۰۱۹ در رتبه اول جهان قرار دارد.
آکسفورد تعداد قابل توجهی از افراد درخشان در قانون و سیاست پرورش کرده‌است، از جمله نخست‌وزیر بریتانیا، تونی بلر، دوازده لرد صدراعظم، نه رئیس ارشد قاضی، نه قاضی دیوان عالی انگلیس و بیست و دو رئیس قانون. چندین رئیس دولت در سراسر جهان. لرد رئیس دادگستری فعلی (ارشدترین قاضی انگلستان و ولز)، لرد برنت، در آکسفورد تحصیل کرده بود.

## تاریخ
دانشکده‌های حقوق سنتی مدنی و قانون کلیسایی در دانشگاه قرون وسطی وجود داشت. در جریان اصلاحات پروتستانی، هنری هشتم تدریس قانون Canon را ممنوع اعلام کرد، در عوض بنیانگذار رجیوس قانون مدنی، یکی از قدیمی‌ترین استادان دانشگاه آکسفورد را تأسیس کرد. از آن زمان تا قرن نوزدهم، دانشگاه از طریق دانشکده حقوق لیسانس حقوق و دکترای حقوق را اعطا می‌کرد.

## کتابخانه حقوقی Bodleian
کتابخانه حقوقی Bodleian در سال ۱۹۶۴ افتتاح شد و دارای بیش از ۴۵۰٬۰۰۰ جلد کتاب است. این یک کتابخانه قانون واسپاری حقوقی است و به آن اجازه می‌دهد نسخه ای از مطالب قانونی چاپ شده در انگلستان یا ایرلند را منتشر کند. همچنین یک مرکز اسناد رسمی برای اتحادیه اروپا است.

## افراد قابل توجه
افراد قابل توجه مرتبط با دانشکده حقوق عبارتند از: نخست‌وزیر سابق انگلیس، تونی بلر، دوازده لرد صدراعظم، نه رئیس ارشد دادگستری و بیست و دو پروردگار قانون (مانند لرد هافمن، لرد دنینگ). چندین رئیس دولت در سراسر جهان، از جمله جان ترنر، نخست‌وزیر کانادا (۱۹۸۴–۱۹۸۴)، سنی پراموج (۱۹۵۱–۱۹۴۷)، نخست‌وزیر تایلند و چند نخست‌وزیر پاکستان از جمله لیاکات علی خان (۱۹۴۷–۱۹۵۱))، حسین شهید سهروردی (۱۹۵۶–۱۹۵۶)، ذوالفقار علی بوتو (۱۹۴۵–۱۹۴۵).

## فارغ التحصیلان قابل توجه

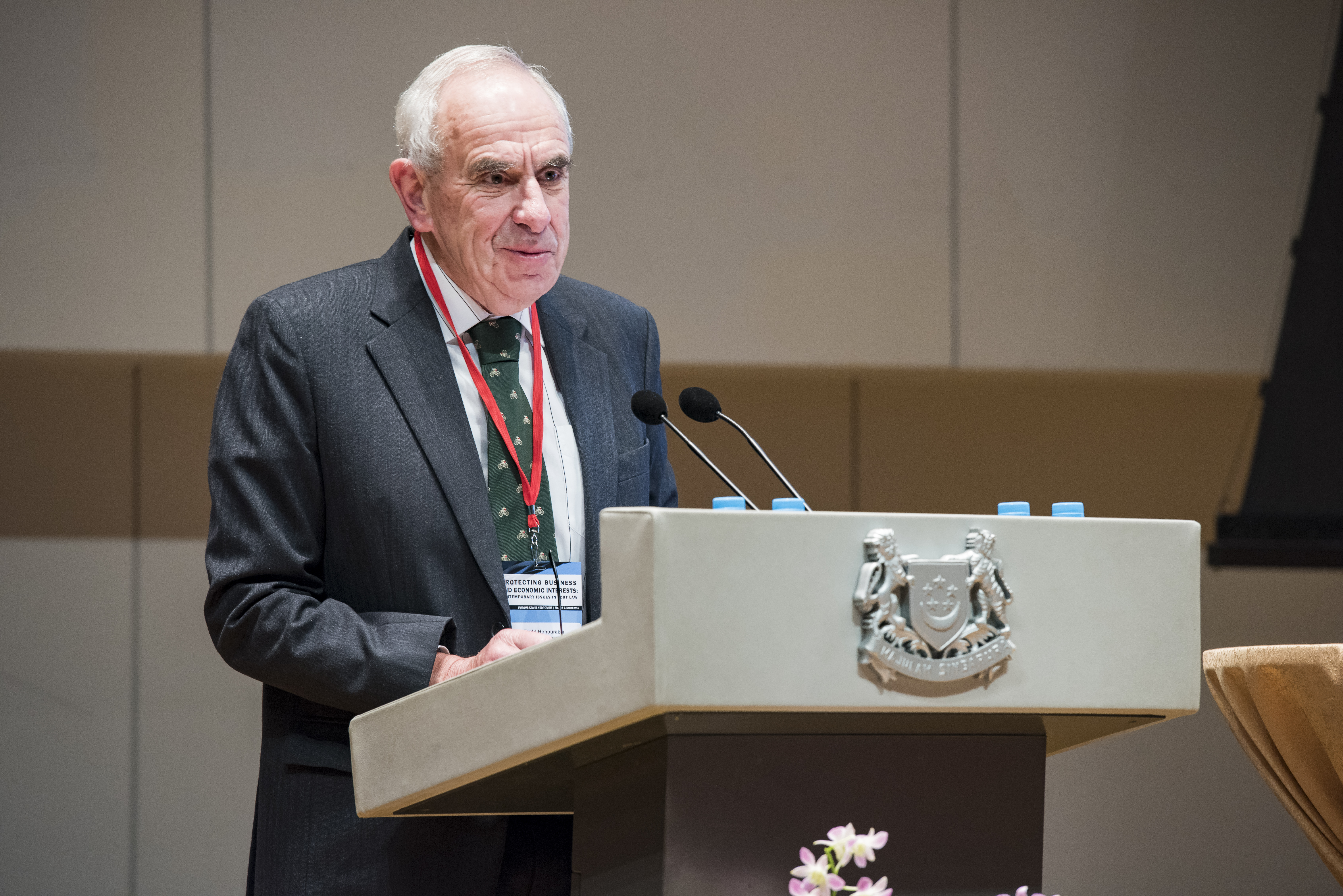
لرد هافمن
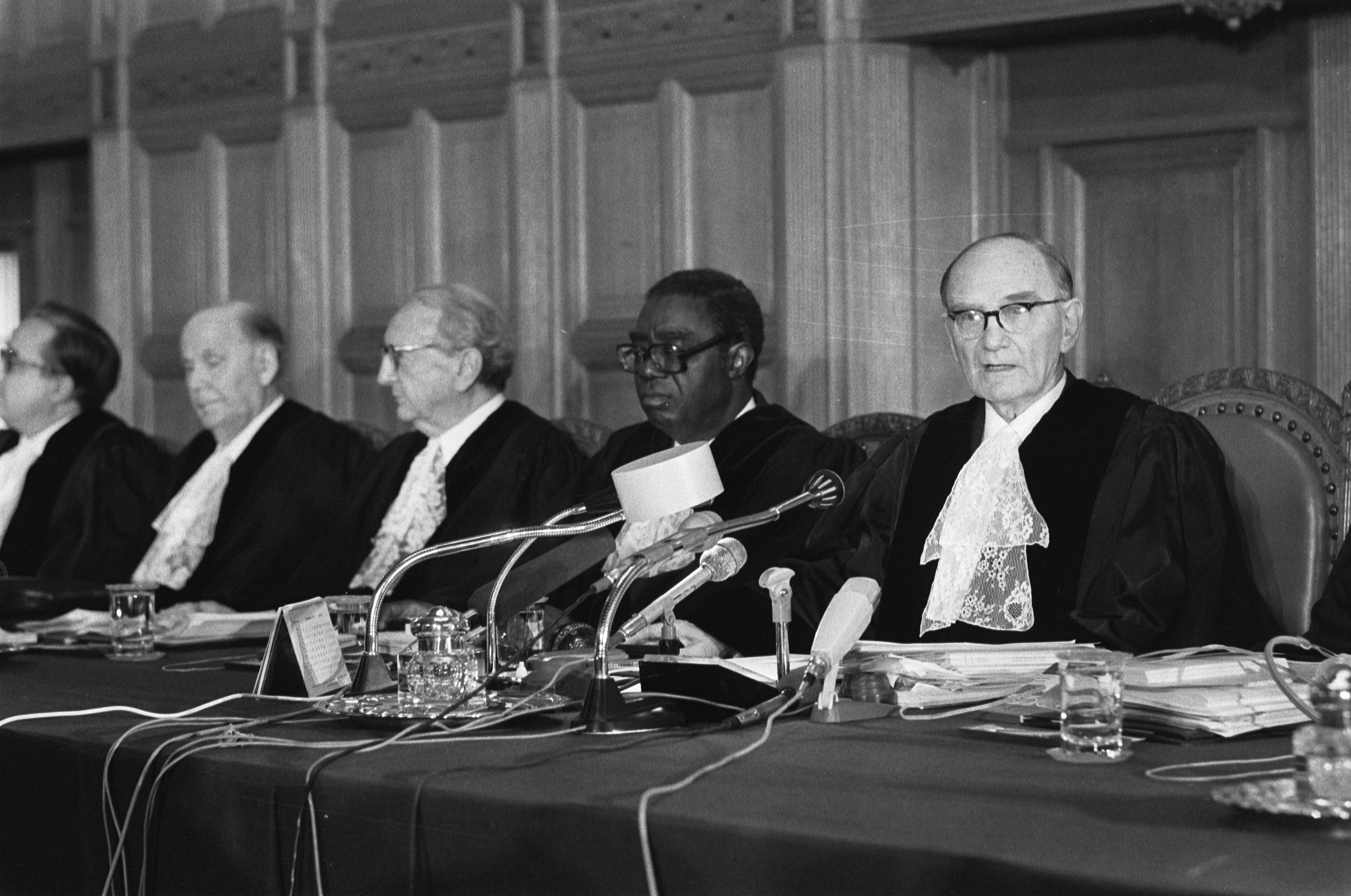
سر همفری والدوک
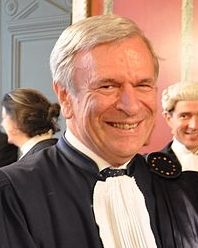
نیکلاس براتزا
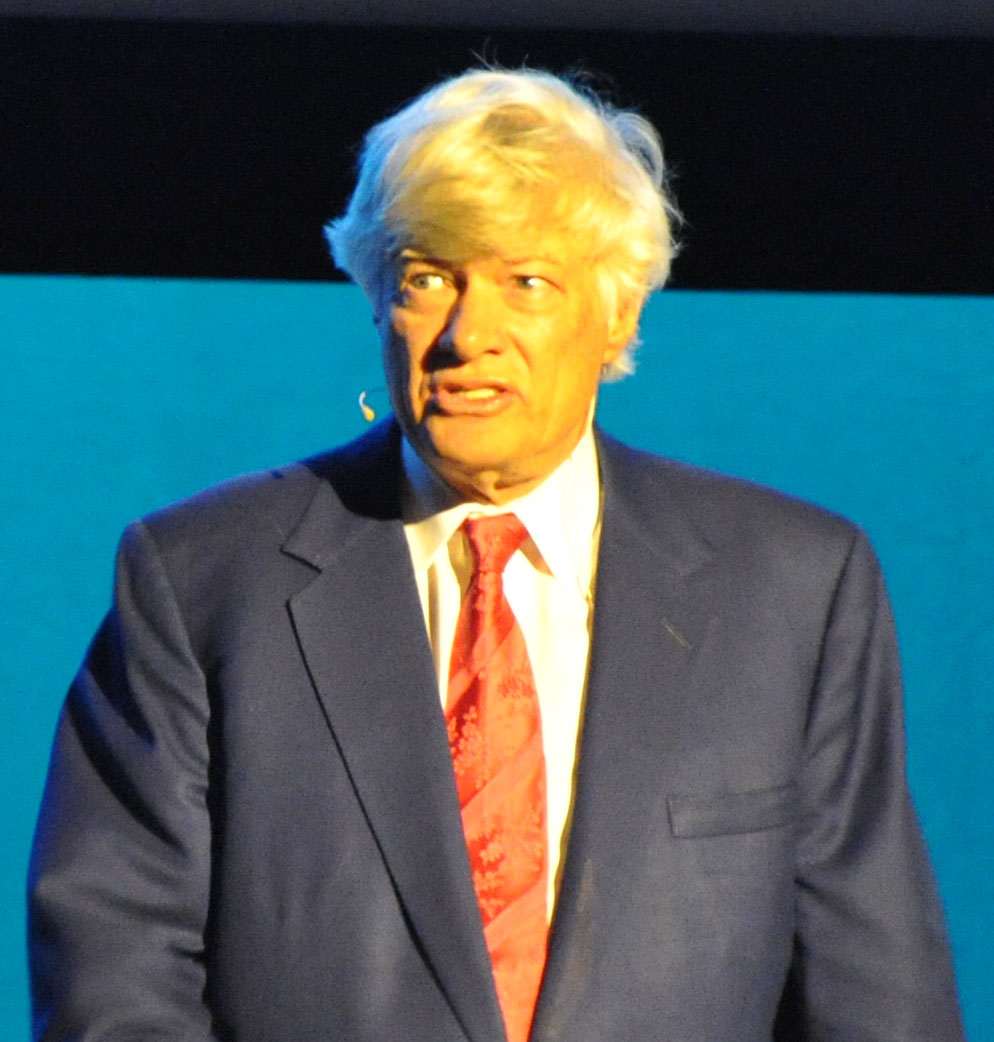
جفری رابرتسون
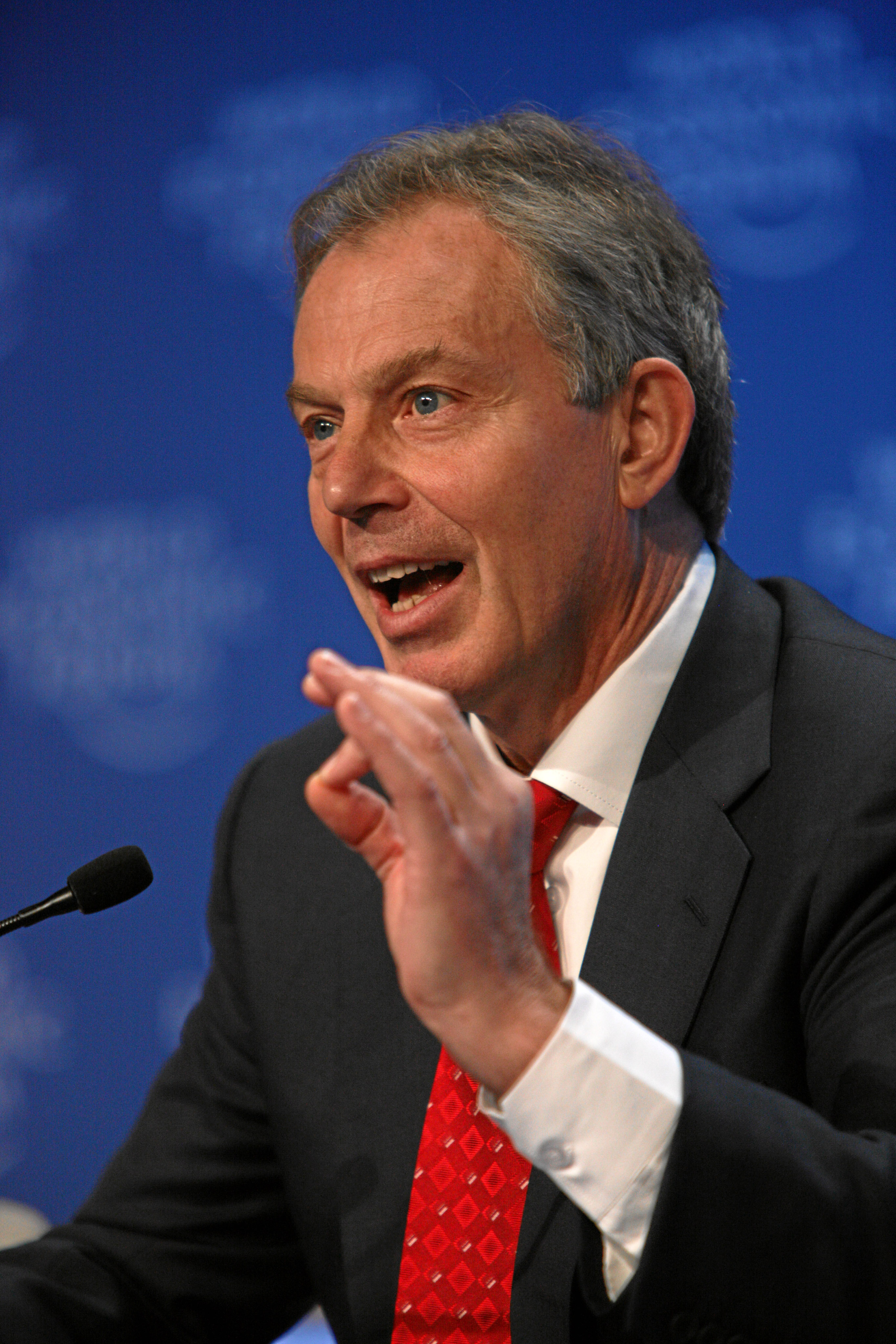
تونی بلر